# Todo esto es muy extraño
Todo esto es muy extraño es el octavo álbum de estudio de la banda de rock Hombres G, lanzado en noviembre de 2004. Grabado en Eurosonic Red Led (Madrid) entre abril y octubre de 2004 y producido por Nigel Walker, como ingeniero de sonido Bori Alarcón y el asistente de grabación Félix Vallugera.
Se publica en España a principios de noviembre, y cuenta con cuatro sencillos: ¿Por qué no ser amigos?- ¿Qué soy yo para ti? - No lo sé - He de saber. Es Disco de Oro en España, llegando a las 70 000 unidades.

## Lista de canciones
1. "El diablo dentro de mi" - 3:17
2. "¿Por que no ser amigos?" - 3:21
3. "No lo sé" - 3:14
4. "¿Qué soy yo para ti?" - 5:36
5. "He de saber" - 2:51
6. "Un poco más" - 3:26
7. "Me quiero enamorar" - 2:39
8. "Todos menos tú" - 4:10
9. "Si te vas" - 2:51
10. "El cielo herido" - 2:13
11. "El resplandor" - 4:18
12. "¿Por que no ser amigos?" (con Dani Martín-El Canto del Loco) - 3:21

- Datos: Q7812816